# Ashes Tour 1975
Die Ashes Tour 1975 war die Tour der australischen Cricket-Nationalmannschaft, die die 48. Austragung der Ashes beinhaltete, und wurde zwischen dem 10. Juli und 3. September 1975 ausgetragen. Die internationale Cricket-Tour war Teil der internationalen Cricket-Saison 1975 und umfasste vier Test-Matches. Australien gewann die Serie mit 1–0.

## Vorgeschichte
Für beide Mannschaften war es die erste Tour der Saison, jedoch spielten beide Mannschaften zuvor beim Cricket World Cup 1975. Australien konnte dort England im Halbfinale schlagen, unterlag dann jedoch im Finale gegen die West Indies.
Das letzte Aufeinandertreffen der beiden Mannschaften bei einer Tour fand in der Saison 1974/75 in Australien statt.

## Stadien
Die folgenden Stadien wurden für die Tour als Austragungsort vorgesehen.
| Stadion                  | Stadt      | Kapazität | Spiele  |
| ------------------------ | ---------- | --------- | ------- |
| Edgbaston Cricket Ground | Birmingham | 24.803    | 1. Test |
| Headingley Stadium       | Leeds      | 17.000    | 3. Test |
| The Oval                 | London     | 23.500    | 4. Test |
| Lord’s Cricket Ground    | London     | 30.000    | 2. Test |

## Kaderlisten
Die beiden Mannschaften benannten die folgenden Kader.
| Test | Test |
| England | Australien |
| --- | --- |
| - Mike Denness (K) - Tony Greig (VK) - Dennis Amiss - Geoff Arnold - Phil Edmonds - John Edrich - Keith Fletcher - Graham Gooch - John Hampshire - Alan Knott (wk) - Peter Lever - Chris Old - Graham Roope - John Snow - David Steele - Derek Underwood - Barry Wood - Bob Woolmer | - Ian Chappell (K) - Greg Chappell - Ross Edwards - Gary Gilmour - Dennis Lillee - Ashley Mallett - Rod Marsh (wk) - Rick McCosker - Jeff Thomson - Alan Turner - Max Walker - Doug Walters |

## Tests

### Erster Test in Birmingham
| 10. – 14. Juli Scorecard | Birmingham | Australien 359 (121)                             | – | England 101 (45.3) & 173 (75.2) (f/o) |
|                          |            | Australien gewinnt mit einem Innings und 85 Runs |   |                                       |

England gewann den Münzwurf und entschied sich als Feldmannschaft zu beginnen.

### Zweiter Test in London
| 31. Juli – 5. August Scorecard | London (Lord’s) | England 315 (87.4) & 436-7d (147.4) | – | Australien 268 (77.4) & 329-3 (109) |
|                                |                 | Remis                               |   |                                     |

England gewann den Münzwurf und entschied sich als Schlagmannschaft zu beginnen.

### Dritter Test in Leeds
| 14. – 19. August Scorecard | Leeds | England 288 (101.2) & 291 (94) | – | Australien 135 (76.5) & 220-3 (73) |
|                            |       | Remis                          |   |                                    |

England gewann den Münzwurf und entschied sich als Schlagmannschaft zu beginnen.

### Vierter Test in London
| 28. August – 3. September Scorecard | London (Oval) | Australien 532-9d (181) & 40-2 (17.1) | – | England 191 (69.1) & 538 (233.5) (f/o) |
|                                     |               | Remis                                 |   |                                        |

Australien gewann den Münzwurf und entschied sich als Schlagmannschaft zu beginnen.